# Toxorhamphus poliopterus
El picudo cabecigrís (Toxorhamphus poliopterus) es una especie de ave paseriforme de la familia Melanocharitidae endémica de Nueva Guinea

## Distribución y hábitat
Se encuentra únicamente en la cordillera central de la isla de Nueva Guinea, salvo su extremo occidental, tanto en la zona perteneciente a Indonesia como en la de Papúa Nueva Guinea.Su hábitat natural son los bosques tropicales montanos húmedos.

## Subespecies
Se reconocen las siguientes:
- T. p. maximus Rand, 1941 - oeste y centro de Nueva Guinea
- T. p. poliopterus (Sharpe, 1882) - este y sudeste de Nueva Guinea